# Priepert
Priepert es un municipio situado en el distrito de Llanura Lacustre Mecklemburguesa, en el estado federado de Mecklemburgo-Pomerania Occidental (Alemania), a una altitud de 70 metros. Su población a finales de 2016 era de 300 habs. y su densidad poblacional, 14 hab/km².
Se encuentra junto a la frontera con el estado de Brandeburgo.